# 経典釈文
『経典釈文』（けいてんしゃくもん）は、6世紀末に陳の陸徳明によって書かれた、経書に対する音義書である。南北朝時代までの伝統的な訓詁の集大成になっている。単に『釈文』とも呼ばれる。

## 概要
『経典釈文』の各巻頭には「唐国子博士兼太子中允贈斉州刺史呉県開国男陸徳明撰」とあるが、序文には癸卯の年に編纂を開始したと書かれているため、編纂開始は唐代ではなく、陳の至徳元年（583年）と考えられ、6世紀末の著作と見られる。
ただし、冊府元亀には唐の太宗が貞観16年（642年）に初めて経典釈文を見たと記されているため、完成は唐代とする見方もある。
『経典釈文』は、もともとは対象となる経典ごとに独立した書籍になっていたらしいが、現行本は以下のように30巻にまとめられている。
- 巻1 序録
- 巻2 周易音義
- 巻3～4 尚書音義
- 巻5～7 毛詩音義
- 巻8～9 周礼音義
- 巻10 儀礼音義
- 巻11～14 礼記音義
- 巻15～20 春秋左氏音義
- 巻21 春秋公羊音義
- 巻22 春秋穀梁音義
- 巻23 孝経音義
- 巻24 論語音義
- 巻25 老子道経・徳経音義
- 巻26～28 荘子音義
- 巻29～30 爾雅音義

一般的には儒家が用いなかった『老子』・『荘子』が含まれるところが南朝的である。
漢から南北朝までの諸家の音義を引用し、文字の異同があればそれも記している。『説文解字』・『字林』・『玉篇』などの字書、郭象・郭璞・徐邈・李軌・劉昌宗らの南北朝の学者の音義書を多く引用しているが、これらの字書・音義書は大部分が滅ぶか大幅な改変を受けているため、それらの古いテキストを知るために貴重な資料となっている。なお『説文解字』や鄭玄の音を反切を使って引いているが、許慎や鄭玄が反切を使わなかったことは序録にもあるとおり明らかであり、これらの音がどういう出自のものであるかはよくわからない。
中国語の音韻史上、『切韻』に少し先だつ時代の南方標準音を代表する著作として、『玉篇』とならんで重視される。また、通常の読みと異なる異読を非常に多く載せているところにも特徴がある。
巻1の序録は、経典のそれぞれについて学問がどのように伝承され、誰がどういう注釈書を記したかを詳しく記している。すべてを信じることはできないが、歴史的価値が極めて高い。
異文を多く記しているので、異体字・俗字研究の目的にも使うことができる。

## テキスト
南北朝の言語資料として重視される『経典釈文』であるが、南北朝期のテキストは伝わっておらず、全体が残るテキストは宋代以降のものである。
通行本のテキストは唐代の衛包改字に沿うよう改められたと考えられているが、実際の改訂は宋代開宝5年の李昉・陳鄂らの改訂まで降るとする見方もある。
この他には敦煌出土の唐写本残巻がいくつか存在する。また日本にも奈良時代に書写されたと見られる残巻が伝わる(興福寺残巻)。
羅常培は通行本の音注をこれらの残巻と比較し、大半は表記が異なっても字音は同じであることを明らかにした。
清代の通行本としては、康煕年間に納蘭性徳が出版した叢書「通志堂経解」に収められたもの（通志堂本）と、乾隆年間に盧文弨が校訂した抱経堂本の2つがある。盧文弨はまた『経典釈文攷証』を記している。両本とも、明の文淵閣に蔵していた宋刻本（後、銭謙益が得たが、絳雲楼の火災により失われた）を明末の葉林宗が写したものが元になっている。これとは別の宋刻本が北京図書館に残っており、現在はこれも影印出版されている。
『十三経注疏』にも『経典釈文』が含まれているが、略されていたり本文が異なっていたりするので、使用には注意を要する。
現行のテキストの誤りを修正しようとした著作は清朝以来数多くある。黄焯『経典釈文彙校』（1981年）は、抱経堂本の誤りについて黄焯が記したメモをまとめたものである。
潘重規主編『経典釈文韻編』（1983年）は通志堂本『経典釈文』を注釈されている文字ごとにまとめ直した便利な著作である。